# 齋藤雄一
齋藤 雄一（さいとう ゆういち、1984年9月15日 - ）は、地方競馬の岩手県競馬組合・盛岡競馬場所属の調教師、元騎手である。
勝負服の柄は胴緑・桃縦縞、袖緑・桃一本輪(2013年まで)→胴桃、袖緑(2014年から引退まで)(所属してた小西重征調教師の騎手時代と同デザイン)。新潟県出身、血液型O型。地方競馬教養センター騎手課程第75期生。

## 来歴
当初は地元の新潟県競馬でデビューする予定であったが、2002年1月、同競馬の廃止に伴い岩手競馬でデビュー。
2002年3月31日付けで地方競馬騎手免許を取得。同年4月20日第2回水沢競馬1日目第2競走C2一般戦グラスオードリーで初騎乗（10頭立て2番人気3着）。同年6月1日第2回盛岡競馬1日目第1競走C2一般戦をグラスロワで優勝（10頭立て6番人気）し、20戦目で初勝利。
2004年3月22日第18回全日本新人王争覇戦出場（12人中11位）。
2007年4月29日第2回水沢競馬5日目第2競走C3一般戦をケイアイポラリスで優勝（10頭立て1番人気）し、1764戦目で地方競馬通算100勝達成。
2008年8月31日第7回水沢競馬5日目第10競走第34回ビューチフル・ドリーマーカップをジュリアで逃げ切り優勝（10頭立て3番人気）、重賞初制覇（2,597戦目）。
2009年12月31日第12回水沢競馬5日目第9競走第35回桐花賞を、（主戦騎手が他馬に騎乗した関係で）代打騎乗の機会を得たゴールドマインで優勝（10頭立て4番人気）。同年10月10日第7回盛岡競馬4日目第9競走もりおか三大麺レース（C1九組一般戦）をデポジットブックで優勝（9頭立て1番人気）し、3275戦目で地方競馬通算200勝達成。
2010年8月30日第6回水沢競馬6日目第10競走第36回ビューチフル・ドリーマーカップをマイネベリンダで逃げ切り優勝（11頭立て6番人気）。
2017年10月1日第8回盛岡競馬2日目第1競走C2十組戦をエルミニョンヌで優勝（10頭立て1番人気）、9236戦目で地方競馬通算1000勝達成。
2018年7月12日、地方競馬全国協会（NAR)の平成30年度 第1回調教師・騎手免許試験に調教師として合格したことが発表される。7月30日をもって騎手を引退し、同年8月1日に調教師免許を取得した。
地方通算成績は9853戦1078勝・2着1104回・3着1118回・勝率10.9%・連対率22.1%、中央競馬3戦0勝。

## 主な重賞勝利
- ジュリア（2008年ビューチフル・ドリーマーカップ）
- ゴールドマイン（2009年桐花賞）
- マイネベリンダ（2010年ビューチフル・ドリーマーカップ、青藍賞）
- ラブミープラチナ（2011年OROターフスプリント）
- マンセイグレネード（2012年若鮎賞）
- コスモフィナンシェ（2013年すずらん賞）
- ラブバレット（2013年寒菊賞、2014年金杯）
- ランデックハナコ（2014年ビギナーズカップ）
- パーティメーカー（2014年ジュニアグランプリ）
- グッドギアー（2015年あやめ賞、ヴィーナススプリント）
- ブレークビーツ（2016年かきつばた賞、桂樹杯）
- オールザベスト（2017年金杯）
- ニッポンダエモン（2017年若駒賞）
- スターギア（2018年あやめ賞）

## 主な管理馬
- ハドソンホーネット（2019年みちのく大賞典）
- シンボ（2020年金杯）
- ピアノマン（2020年やまびこ賞）
- ソロフレーズ（2022年いしがきマイラーズ）